# Tom Liebscher-Lucz
Tom Liebscher-Lucz [luːt͡s] (* 3. August 1993 in Dresden als Tom Liebscher) ist ein deutscher Kanute und Olympiasieger.

## Karriere
Liebscher-Lucz war bereits im Jugendbereich erfolgreich. 2010 war er mit dem Vierer-Kajak Zweiter bei den Junioreneuropameisterschaften und siegte mit dem Zweier-Kajak über 200 Meter. Bei den Juniorenweltmeisterschaften 2011 erkämpfte er mit dem Einer-Kajak drei Goldmedaillen, als er über 200 Meter, über 500 Meter und über 1000 Meter siegte. 2012 trat er bei den U23-Europameisterschaften an und belegte im Einer den zweiten Platz über 500 Meter. In der Erwachsenenklasse gewann er bei den Europameisterschaften 2013 in Montemor-o-Velho die Bronzemedaille im Einerwettbewerb über 200 Meter. Bei den Weltmeisterschaften in Duisburg siegte er im Einer über 500 Meter.
Seit 2014 tritt Tom Liebscher-Lucz im Zweier-Kajak zusammen mit Ronald Rauhe an, nachdem dessen langjähriger Partner Tim Wieskötter seine sportliche Laufbahn beendete. Bei den Europameisterschaften 2014 in Brandenburg an der Havel siegten die beiden über 200 Meter, Liebscher-Lucz gewann außerdem den Einer-Titel über 500 Meter. Im gleichen Jahr belegten Liebscher-Lucz und Rauhe bei den Weltmeisterschaften in Moskau über 200 Meter den zweiten Platz. Bei den Europameisterschaften 2015 in Račice u Štětí siegten Rauhe und Liebscher-Lucz über 200 Meter, Liebscher-Lucz gewann zudem Silber im Einer über 500 Meter. Bei den Europaspielen in Baku erhielten Rauhe und Liebscher-Lucz die Silbermedaille über 200 Meter. Zum Saisonausklang belegten die beiden den sechsten Platz bei den Weltmeisterschaften in Mailand, Liebscher-Lucz gewann auf der nichtolympischen 500-Meter-Strecke die Silbermedaille. 2016 gewann Liebscher-Lucz den Titel über 500 Meter bei den Europameisterschaften in Moskau, über 200 Meter belegten Rauhe und Liebscher-Lucz den dritten Platz.
Im 200-Meter-Finale der Olympischen Spiele 2016 belegten Rauhe und Liebscher-Lucz den fünften Platz. Am letzten Wettkampftag der Olympischen Spiele in Rio de Janeiro gewann der deutsche Vierer-Kajak mit Max Rendschmidt, Max Hoff, Tom Liebscher-Lucz und Marcus Groß Gold auf der olympischen 1000-Meter-Distanz. 2021 wiederholte Tom Liebscher-Lucz gemeinsam mit Max Rendschmidt, Ronald Rauhe und Max Lemke diesen Erfolg bei den Olympischen Spielen 2020 auf der 500-Meter Distanz. Bei den Olympischen Spielen 2024 in Paris gewann Liebscher-Lucz gemeinsam mit Jacob Schopf, Max Lemke und Max Rendschmidt die Goldmedaille im Vierer-Kajak über 500 Meter.
Tom Liebscher-Lucz startet für den Kanu Club Dresden. Er ist seit 2022 mit der ungarischen Kanutin Dóra Lucz verheiratet und führt seitdem auch einen Doppelnamen. Er ist Sportsoldat im Dienstgrad Stabsunteroffizier (FA) und studiert an der TU Dresden.

## Auszeichnungen
Im Jahr 2011 wurde Liebscher-Lucz zum „Eliteschüler des Sports“ gewählt.
Für die Olympiasiege erhielt er vom Bundespräsident jeweils das Silberne Lorbeerblatt verliehen.
Im März 2025 wurde er als Sachsens Sportler des Jahres 2024 ausgezeichnet.

## Musik
Vor den Olympischen Spielen 2016 nahm das olympische Kanu-Team gemeinsam mit Simon Goodlife das Lied RIOlympia auf.